# Hoang Thanh Trang
Hoang Thanh Trang (Hanoi, 25 d'abril de 1980) és una jugadora d'escacs hongaresa que té el títol de Gran Mestre des de 2007. Hoang va néixer a Hanoi, però a deu anys ella i la seva família es van mudar a viure a Budapest.
A la llista d'Elo de la FIDE del març de 2020, hi tenia un Elo de 2405 punts, cosa que en feia el jugador número 59 (absolut, en actiu) d'Hongria, la número 1 femenina del país, i la 58a millor jugadora del rànquing mundial femení. El seu màxim Elo va ser de 2511 punts, a la llista de novembre de 2013 (posició 797 al rànquing mundial).

## Resultats destacats en competició
Va guanyar el Campionat del món femení Sub-20 el 1998. El 2000 va guanyar el campionat femení de l'Àsia a Udaipur. Va guanyar la medalla d'or al primer tauler al Campionat d'Europa de Clubs de 2005 a Saint-Vincent, amb un resultat del 80,0%.
L'estiu de 2013 es proclamà campiona d'Europa femenina a Budapest, amb 9/11 punts, un punt sencer per davant de Salome Melia, Lilit Mkertxian, Viktorija Cmilyte, Aleksandra Kosteniuk, Bela Khotenashvili i Monika Socko.